# Musée Biochet-Bréchot
Le musée Biochet-Bréchot est un musée à Caudebec-en-Caux en Seine-Maritime
Le musée se trouve dans la maison dite « des Templiers »  XIIe siècle et  XIIIe siècle, peut-être parce qu'elle a servi de temple protestant au moment de la Réforme. Elle a échappé à la destruction totale en 1940, probablement grâce à sa structure en pierre, puis restaurée par une association. C'est l'une des rares maisons normandes d'époque médiévale aussi ancienne.
Ce musée d'histoire et d'archéologie locale raconte, entre autres, l'histoire de l'expédition du Latham 47 de René Guilbaud disparu en mer de Barents avec Amundsen et qui présente également une épée viking draguée en Seine et une collection de plaques de cheminée. Classée MH depuis 1889.